# 7421 Kusaka
7421 Kusaka este un asteroid din centura principală de asteroizi.

## Descriere
7421 Kusaka este un asteroid din centura principală de asteroizi. A fost descoperit pe 30 aprilie 1992 la Yatsugatake de Yoshio Kushida și Osamu Muramatsu. El prezintă o orbită caracterizată de o semiaxă mare de 2,60 ua, o excentricitate de 0,20 și o înclinație de 16,8° în raport cu ecliptica.